# Ambasciatori bavaresi in Francia
L'ambasciatore bavarese in Francia era il primo rappresentante diplomatico della Baviera in Francia.
Le relazioni diplomatiche iniziarono ufficialmente nel 1666. e furono interrotte nel 1914.

## Elettorato di Baviera
…

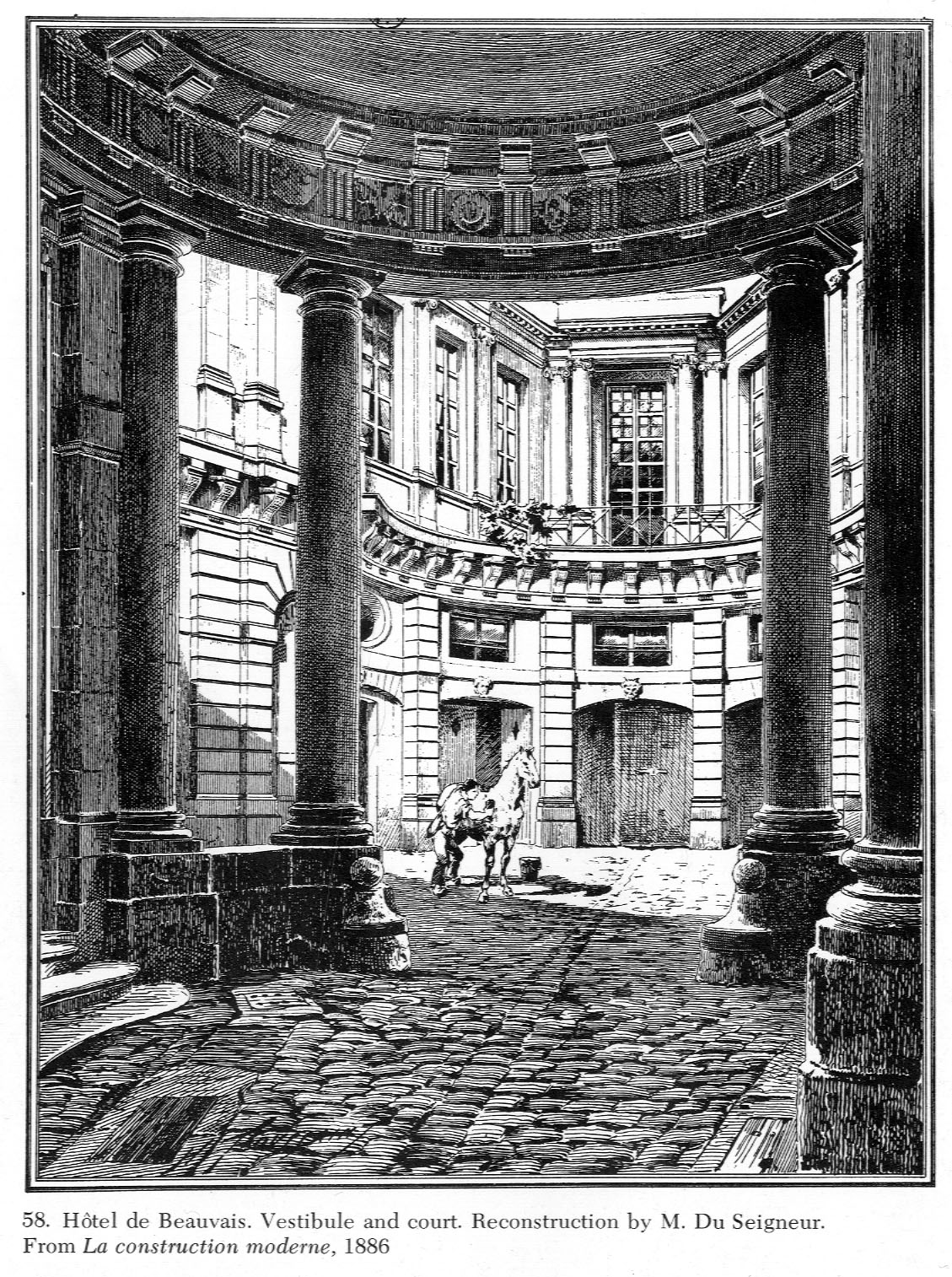
Veduta del cortile principale dell'Hôtel de Beauvais a Parigi, storica sede dell'ambasciata bavarese a Parigi

- 1733–1736: Ludwig Joseph d’Albert de Luynes von Grimbergen (1672–1758)
- 1737–1741: Ignaz von Törring (1682–1763)
- 1741–1742: Ludwig Joseph d’Albert de Luynes von Grimbergen (1672–1758)
- 1742–1743: von Spon
- 1743–1745: Joseph Piosasque de Non (1681–1776)
- 1745–1747: Ludwig Joseph d’Albert de Luynes von Grimbergen (1672–1758), chargée d'affaires

…
- 1755–1777: Maximilian von Eyck (1711–1777)
- 1778–1787: Karl Heinrich Joseph von Sickingen (1737–1791)
- 1787–1799: chargée d'affaires
- 1799–1805: Anton von Cetto (1756–1847)

## Regno di Baviera

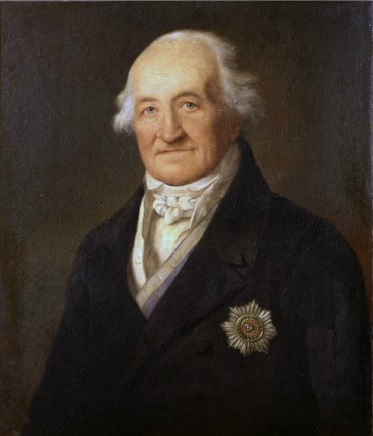
Anton von Cetto

- 1806–1813: Anton von Cetto (1756–1847)

1813-1817: Interruzione delle relazioni diplomatiche
- 1817–1821: Wilibald von Rechberg und Rothenlöwen (1780–1849)
- 1821-1823: vacante
- 1823–1827: Franz Gabriel von Bray-Steinburg (1765–1832)
- 1827–1834: Christian Hubert von Pfeffel (1765–1834)
- 1835–1839: Franz Oliver von Jenison-Walworth (1787–1867)
- 1840–1846: Friedrich von Luxburg (1783–1856)
- 1846–1847: Ludwig Fürst von Oettingen-Wallerstein (1791–1870)
- 1847-1850: vacante
- 1850–1866: August von Wendland (1806–1884)
- 1866–1868: Maximilian Joseph Freiherr Pergler von Perglas (1817–1893)
- 1868–1871: Friedrich von Quadt-Wykradt-Isny (1818–1892)
- 1871–1877: Gideon von Rudhart (1833–1898)
- 1877–1889: Johann von Reither (1831–1916)
- 1889–1896: Heinrich Tucher von Simmelsdorf (1853–1925)
- 1896–1903: Rudolph von und zu der Tann-Rathsamhausen (1855–1942)
- 1903–1903: Georg von und zu Guttenberg (1858–1935)
- 1903–1906: Karl Moy de Sons (1863–1932)
- 1906–1909: Friedrich von Ortenburg (1871–1940)
- 1909–1914: Lothar von Ritter zu Groenesteyn (1868–1945)

1914: Interruzione dei rapporti diplomatici